# Andrena quettensis
Andrena quettensis är en biart som beskrevs av Cockerell 1917. Andrena quettensis ingår i släktet sandbin, och familjen grävbin. Inga underarter finns listade i Catalogue of Life.